# Élégie du Nord
Pour plus de détails, voir Fiche technique et Distribution.
Élégie du Nord (晩歌, Banka) est un film japonais de Heinosuke Gosho sorti en 1957 adapté d'un roman de Yasuko Harada (ja).

## Synopsis
Reiko Hyodo est une jeune fille tourmentée qui a perdu sa mère durant son enfance et qui souffre d'arthrite au bras gauche, ce qui la complexe. Lors d'un séjour en montagne, elle fait la rencontre fortuite de Setsuo Katsuragi. L'homme, un architecte plus âgé qu'elle, est marié et malheureux en ménage. Reiko qui s'est démenée pour le revoir se jette dans ses bras.
Mais dans le même temps, elle surprend Akiko, la femme de Setsuo avec son amant Tatsumi Furuse, un étudiant en médecine. Elle éprouve une étrange fascination pour Akiko, qu'elle ne peut s'empêcher de trouver plus belle qu'elle. Profitant d'un séjour d'un mois de Setsuo à Sapporo pour son travail, elle s'arrange pour se présenter à Akiko et à se lier d'amitié avec elle.
Quand Setsuo Katsuragi revient chez lui de son séjour à Sapporo, sa femme veut lui présenter une invitée. Setsuo découvre que l'invitée en question n'est autre que Reiko, son amante.

## Fiche technique
- Titre : Élégie du Nord[1],[2]
- Titre original : 晩歌 (Banka?)
- Réalisation : Heinosuke Gosho
- Scénario : Toshio Yasumi (ja) et Shigeko Yuki d'après un roman de Yasuko Harada (ja)
- Photographie : Jun'ichi Segawa
- Montage : Shin Nagata
- Décors : Kazuo Kubo (ja)
- Musique : Yasushi Akutagawa
- Producteurs : Jirō Kaga et Yoshishige Uchiyama
- Sociétés de production : Shōchiku
- Pays d'origine :  Japon
- Langue originale : japonais
- Format : noir et blanc — 1,37:1 — 35 mm — son mono
- Genre : drame
- Durée : 116 minutes (métrage : 14 bobines - 3 485 m[3])
- Date de sortie :
  - Japon : 1er septembre 1957[3]

## Distribution
- Yoshiko Kuga : Reiko Hyodo
- Masayuki Mori : Setsuo Katsuragi
- Mieko Takamine : Akiko Katsuragi, la femme de Setsuo
- Fumio Watanabe : Tatsumi Furuse, l'amant d'Akiko
- Akira Ishihama : Mikio Fusada
- Tatsuo Saitō : le père de Reiko
- Kumeko Urabe : la grand-mère de Reiko
- Chikako Kaga : Tomoko, la nièce de Setsuo
- Etsuko Nakazato : Kumiko Katsuragi, la fille de Setsuo
- Zekō Nakamura : le patron du bar Daphne
- Sanae Takasugi : Mme Tanioka

## Autour du film
Élégie du Nord est une adaptation d'un best-seller de la romancière Yasuko Harada (ja). Le roman paru en 1956 a connu un grand succès, il a été vendu à 500 000 exemplaires.